# Естефанія Боттіні
Естефанія Боттіні (ісп. Estefanía Bottini; нар. 3 лютого 1974) — колишня іспанська тенісистка.
Найвищу одиночну позицію світового рейтингу — 159 місце досягла 30 березня 1992, парну — 141 місце — 19 лютого 1996 року.
Найвищим досягненням на турнірах Великого шолома було 2 коло в парному розряді.

## Фінали ITF

### Одиночний розряд (0–4)
| турніри $25,000 |
| турніри $10,000 |

| Результат | Ранг | Дата            | Турнір                          | Покриття | Суперниця        | Рахунок       |
| --------- | ---- | --------------- | ------------------------------- | -------- | ---------------- | ------------- |
| Поразка   | 1.   | 25 березня 1991 | Більбао, Іспанія                | Тверде   | Лі Фан           | 3–6, 1–6      |
| Поразка   | 2.   | 6 травня 1991   | Льєйда, Іспанія                 | Ґрунт    | Аньєс Зукасті    | 6–4, 5–7, 2–6 |
| Поразка   | 3.   | 21 березня 1994 | Кастельйон-де-ла-Плана, Іспанія | Ґрунт    | Маїдер Ляваль    | 4–6, 5–7      |
| Поразка   | 4.   | 10 липня 1995   | Віго, Іспанія                   | Тверде   | Гала Леон Гарсія | 0–6, 1–6      |

### Парний розряд (3–4)
| Результат | Ранг | Дата            | Турнір             | Покриття  | Партнерка               | Суперниці                          | Рахунок       |
| --------- | ---- | --------------- | ------------------ | --------- | ----------------------- | ---------------------------------- | ------------- |
| Перемога  | 1.   | 24 лютого 1992  | Валенсія, Іспанія  | Ґрунт     | Вірхінія Руано Паскуаль | Петра Голубова Маркета Штускова    | 6–1, 6–2      |
| Поразка   | 1.   | 6 квітня 1992   | Казерта, Італія    | Ґрунт     | Вірхінія Руано Паскуаль | Радка Бобкова Яна Поспішилова      | 3–6, 6–2, 6–7 |
| Поразка   | 2.   | 20 лютого 1995  | Валенсія, Іспанія  | Ґрунт     | Анхелес Монтоліо        | Петра Рацлавська Катержина Шишкова | 6–4, 3–6, 5–7 |
| Перемога  | 2.   | 27 березня 1995 | Реймс, Франція     | Ґрунт (i) | Гала Леон Гарсія        | Каролін Денін Светлана Кривенчева  | 7–6, 1–6, 6–1 |
| Поразка   | 3.   | 15 травня 1995  | Тортоса, Іспанія   | Ґрунт     | Гала Леон Гарсія        | Ева Меліхарова Ленка Немечкова     | 3–6, 6–7(5)   |
| Перемога  | 3.   | 22 травня 1995  | Барселона, Іспанія | Ґрунт     | Гала Леон Гарсія        | Флоренсія Сіанфагна Вероніка Стеле | 7–5, 7–5      |
| Поразка   | 4.   | 10 липня 1995   | Віго, Іспанія      | Ґрунт     | Гала Леон Гарсія        | Кірстін Фрає Андрея Ехрітт         | 6–2, 3–6, 3–6 |